# 완주 삼례 나라슈퍼 3인조 강도 사건
완주 삼례 나라슈퍼 3인조 강도 사건은 1999년 2월 6일 대한민국 전라북도 완주군 삼례읍 나라슈퍼에서 발생한 3인조 강도 살인 사건이다. 3인조 강도는 붙잡혀 처벌을 받았으나 허위자백으로 옥고를 치렀고, 2016년 10월 28일 재심에서 무죄를 선고받고 2016년 11월 4일 검찰이 항소를 포기하여 재심에서 무죄가 확정되었다. 박준영 변호사가 재심 재판을 맡았다. 이 기사를 작성한 한겨레신문 사회2부 기자는 2017년 언론인권상을 수상했다.
2015년 11월 10일 이 사건을 다룬 PD수첩 1060회 〈만들어진 자백, 뒤바뀐 범인?!〉 편이 방영되었다.
배석 판사였던 박범계 의원은 2017년 오심에 대해 인정하고 피해자들을 직접 만나 사과했다. 당시 경찰과 검찰은 지적장애가 있던 강인구·최대열씨와 임명선씨를 범인으로 지목해 재판에 넘겼다. 전주지검 검사로 기소를 담당했던 최성우 변호사(김앤장 소속)는 1999년 11월 부산지검이 진범이라고 넘긴 또 다른 용의자 3명도 “진술의 신빙성이 낮다”며 무혐의 처분했다. 최성우 변호사는 재심 무죄 판결 이후 강씨 등 피해자 3명과 박 변호사가 허위사실을 유포해 정신적 피해를 입었다며 3000만원대 손해배상 청구소송을 내기도 했다.
영화 소년들의 모티브가 되었다.